# Schweizer Rugby-Union-Meisterschaft 2005
Die Saison 2005 war die 34. Austragung der Schweizer Rugby-Union-Meisterschaft, der vom Schweizerischen Rugbyverband organisierten Meisterschaft der Schweiz in der Sportart Rugby Union.

## Modus
Die Punkte wurden wie folgt verteilt:
- 4 Punkte bei einem Sieg
- 2 Punkte bei einem Unentschieden
- 1 Punkt bei einer Niederlage (vor möglichen Bonuspunkten)
- 1 Bonuspunkt für vier oder mehr Versuche, unabhängig vom Endstand
- 1 Bonuspunkt bei einer Niederlage mit sieben oder weniger Punkten Unterschied
- 1 Minuspunkt nach der dritten roten Karte und nach jeder weiteren roten Karte, ebenso bei einer Forfaitniederlage

## Nationalliga A
In der höchsten Spielklasse, der Nationalliga A, begann die Saison am 2. April 2005 mit der Hauptrunde. An dieser waren sechs Teams beteiligt, die je einmal auswärts und zuhause gegen die anderen Teams spielten. Die vier Bestplatzierten qualifizierten sich für die Meisterrunde, während die Teams auf den Plätzen 5 und 6 die Relegationsrunde mit den vier besten Vertretern der Nationalliga B bestreiten mussten. Die Meisterrunde im Oktober und November 2005 war eine doppelte Round Robin, deren Sieger Nyon RC zum zweiten Mal den Meistertitel holte.

### Teams
Die folgenden sechs Teams spielten in der Saison 2005 in der Nationalliga A:
| Mannschaft   | Stadion                    | Gemeinde, Kanton                          |
| ------------ | -------------------------- | ----------------------------------------- |
| RC Avusy     | Stade d’Athenaz            | Avusy, Kanton Genf                        |
| Genève RC    | Centre sportif de Vessy    | Veyrier, Kanton Genf                      |
| Hermance RRC | Stade Marius Berthet       | Chens-sur-Léman, Département Haute-Savoie |
| Nyon RC      | Centre sportif de Colovray | Nyon, Kanton Waadt                        |
| RC Yverdon   | Stade Municipal            | Yverdon-les-Bains, Kanton Waadt           |
| RC Zürich    | Sportanlage Allmend Brunau | Zürich, Kanton Zürich                     |

### Hauptrunde
M = amtierender Meister 
 B = Aufsteiger aus der Nationalliga B
|    | Team             | Spiele | Siege | Unent. | Ndlg. | Spiel- punkte | Diff. | Bonus- punkte | Minus- punkte | Tabellen- punkte |
| -- | ---------------- | ------ | ----- | ------ | ----- | ------------- | ----- | ------------- | ------------- | ---------------- |
| 1. | Nyon RC          | 10     | 9     | 0      | 1     | 188:123       | + 65  | 2             |               | 39               |
| 2. | Genève RC        | 10     | 5     | 0      | 5     | 156:112       | + 44  | 6             | − 1           | 30               |
| 3. | Hermance RRC (M) | 10     | 4     | 1      | 5     | 175:160       | + 15  | 5             |               | 28               |
| 4. | RC Avusy         | 10     | 5     | 0      | 5     | 142:150       | − 8   | 2             |               | 27               |
| 5. | RC Zürich        | 10     | 4     | 0      | 6     | 122:151       | − 29  | 3             | − 1           | 24               |
| 6. | RC Yverdon (B)   | 10     | 2     | 1      | 7     | 61:148        | − 87  | 3             |               | 20               |

### Meisterrunde
|    | Team         | Spiele | Siege | Unent. | Ndlg. | Spiel- punkte | Diff. | Bonus- punkte | Tabellen- punkte |
| -- | ------------ | ------ | ----- | ------ | ----- | ------------- | ----- | ------------- | ---------------- |
| 1. | Nyon RC      | 6      | 4     | 0      | 2     | 107:64        | + 43  | 1             | 58               |
| 2. | Genève RC    | 6      | 3     | 0      | 3     | 118:146       | − 28  | 4             | 49               |
| 3. | RC Avusy     | 6      | 1     | 0      | 2     | 141:95        | + 46  | 3             | 48               |
| 4. | Hermance RRC | 6      | 1     | 0      | 5     | 111:172       | − 61  | 3             | 39               |

Die Tabellenpunkte aus der Vorrunde zählten auch in der Meisterrunde.

## Nationalliga B
Die zweithöchste Spielklasse, die Nationalliga B, begann ebenfalls mit der Hauptrunde. Sechs Teams spielten zunächst je einmal auswärts und zuhause gegen alle anderen Teams. Die beiden Bestplatzierten zogen in die Relegationsrunde mit den beiden schlechtesten Teams der Nationalliga A ein, die vier übrigen Teams spielten um den Klassenerhalt bzw. gegen den Abstieg in die Nationalliga C.

A = Absteiger aus der Nationalliga A 
 C = Aufsteiger aus der Nationalliga C
|    | Team                | Spiele | Siege | Unent. | Ndlg. | Spiel- punkte | Diff. | Bonus- punkte | Minus- punkte | Tabellen- punkte |
| -- | ------------------- | ------ | ----- | ------ | ----- | ------------- | ----- | ------------- | ------------- | ---------------- |
| 1. | Stade Lausanne RC   | 10     | 8     | 0      | 2     | 265:98        | + 167 | 7             |               | 41               |
| 2. | RC CERN (A)         | 10     | 7     | 0      | 3     | 220:107       | + 113 | 6             |               | 37               |
| 3. | RFC Basel           | 10     | 7     | 0      | 3     | 216:164       | + 52  | 3             |               | 34               |
| 4. | RC Bern             | 10     | 4     | 0      | 6     | 162:274       | − 112 | 4             |               | 26               |
| 5. | Neuchâtel-Sports RC | 10     | 3     | 0      | 7     | 207:228       | − 21  | 2             | − 1           | 20               |
| 6. | RC Luzern (C)       | 10     | 1     | 0      | 9     | 100:299       | − 199 | 2             |               | 15               |

## Relegationsrunden

### NLA/NLB
|    | Team              | Spiele | Siege | Unent. | Ndlg. | Spiel- punkte | Diff. | Bonus- punkte | Minus- punkte | Tabellen- punkte |
| -- | ----------------- | ------ | ----- | ------ | ----- | ------------- | ----- | ------------- | ------------- | ---------------- |
| 1. | RC Zürich         | 6      | 4     | 1      | 1     | 140:48        | + 92  | 2             |               | 21               |
| 2. | RC Yverdon        | 6      | 4     | 1      | 1     | 83:53         | + 30  | 0             |               | 19               |
| 3. | Stade Lausanne RC | 6      | 1     | 1      | 4     | 40:95         | − 55  | 2             | − 1           | 11               |
| 4. | RC CERN           | 6      | 1     | 1      | 4     | 62:129        | − 67  | 0             |               | 10               |

### NLB/NLC
|    | Team                | Spiele | Siege | Unent. | Ndlg. | Spiel- punkte | Diff. | Bonus- punkte | Tabellen- punkte |
| -- | ------------------- | ------ | ----- | ------ | ----- | ------------- | ----- | ------------- | ---------------- |
| 1. | RFC Basel           | 6      | 6     | 0      | 0     | 216:34        | + 182 | 5             | 29               |
| 2. | RC Bern             | 6      | 3     | 1      | 2     | 99:80         | + 19  | 2             | 18               |
| 3. | Neuchâtel-Sports RC | 6      | 1     | 1      | 4     | 60:90         | − 30  | 1             | 11               |
| 4. | RC Luzern           | 6      | 1     | 0      | 5     | 28:199        | − 171 | 0             | 9                |